# Richard Carlyle (acteur, 1914)
Pour les articles homonymes, voir Carlyle et Richard Carlyle.

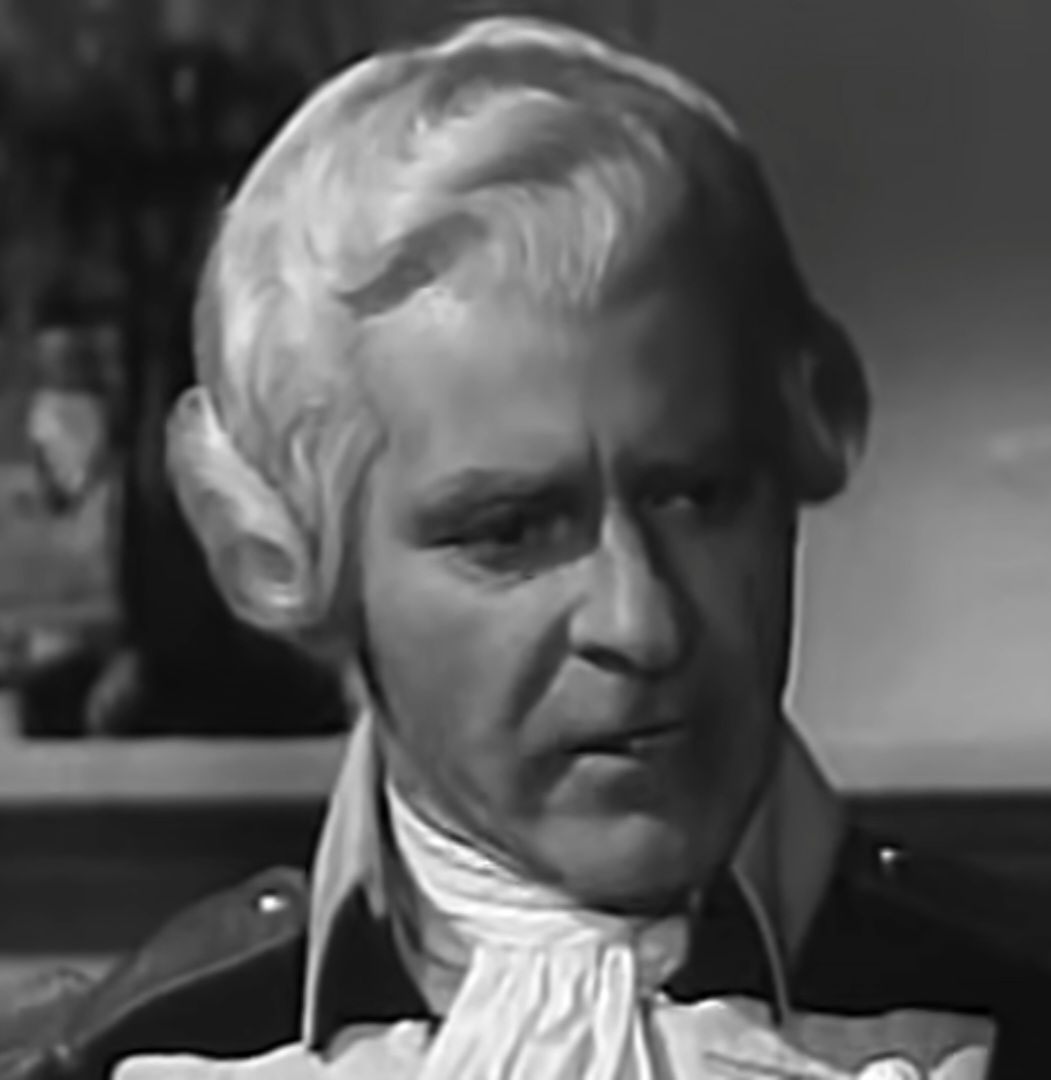
Richard Carlyle

Richard Carlyle, né à Saint Catharines (Ontario, Canada) le 20 mars 1914 et mort à Sherman Oaks (Los Angeles, États-Unis) le 15 novembre 2009, est un acteur canadien qui a joué au cinéma, à la télévision et à Broadway.

## Biographie
Richard Carlyle a une carrière prolifique qui remontant aux années 1950, apparaissant dans de nombreuses productions théâtrales et séries télévisées. Il est notamment Retsin Bowie dans La Maîtresse de fer (1952) et le commandant Don Adams dans le drame de guerre nommé aux Oscars La Dernière Torpille (Torpedo Run, 1959) mettant en vedette Glenn Ford. Il a été longtemps membre de la compagnie théâtrale de Los Angeles Theatre West.
Dans la série originale Star Trek, il a interprété le lieutenant Karl Jaeger dans l'épisode de 1967 Le Chevalier de Dalos.

## Filmographie partielle
- 1951 Raid secret (Target Unknown) de George Sherman
- 1960 : Le Héros du Pacifique (en) (The Gallant Hours) de Robert Montgomery

## Télévision
- 1959 : Au nom de la loi  saison 2 épisode 4 (Le Tunnel/Breakout) : Mr. Phipps
- 1961 : Au nom de la loi  saison 3 épisode 23 (Lundi matin/ Monday morning) : Charlie Glover